# 考教授
考教授是中国文化大革命时期的事件。

## 经过
1973年8月10日，《一份发人深省的答卷》在《人民日报》转载后，仅《辽宁日报》就收到2000多封来信反对张铁生上大学。
沈阳医学院革委会和工宣队以开会为名，以突然袭击的方式，对学院基础部的38名教授、讲师进行考试。一部分教师答不上来。于是就让这些教师参加“毛泽东思想学习班”，直到他们承认“张铁生交白卷是一份颇有见解、发人深省的答卷”，张铁生是“反潮流英雄”，才让他们走出学习班。毛远新听到汇报后指示：“这个办法很好，各校都可以试试。卑贱者最聪明，高贵者最愚蠢么！对于资产阶级教授们的学问，应以狗屁视之，等于乌有，鄙视，藐视，蔑视。考考教授又有什么不可以？”全国刮起“考教授”之风。
1973年12月30日，国务院科教组、北京市科教组召开会议，决定对教授“突然袭击”，以开教授座谈会为名，把650余名教授骗到考场进行“突然袭击”。试题不顾教授专长，分政治、语文、数学、理化四部分，及格者53名，占8.6%；不及格的是560名，占91.4%，总平均为20分，其中一个学校6位教授共得了6分，人均只有1分。
1974年1月3日，上海市革委会文教组召开各大学负责人会议，要求参照辽宁及北京的做法考教授。1月5日上午，市革委会文教组对上海市18所高校650名教授、副教授进行考试。考试结果及格65人，占10%；不及格585人，占90%。